# Артиллерийская дивизия прорыва

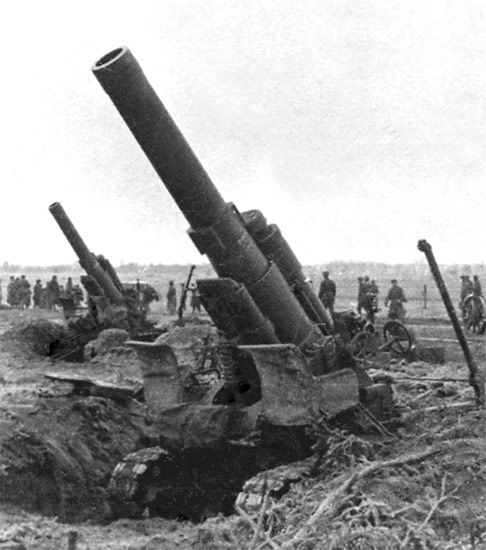
3-й Белорусский фронт, батарея 203-мм гаубиц Б-4 ведёт огонь, лето 1944 года.

Артиллерийская дивизия прорыва — артиллерийское соединение (артиллерийская дивизия) резерва Верховного Главнокомандования, в Красной Армии ВС СССР, во время Великой Отечественной войны и после неё.
Артдивизия прорыва входила в состав артиллерийского корпуса прорыва (акп) или была отдельной, входили в Артиллерию резерва Ставки Верховного Главнокомандования и при подготовке наступления передавались во фронты и армии отдельные, ударные или гвардейские для количественного и качественного усиления их артиллерийских группировок на направлении главного удара при прорыве хорошо укреплённой и глубоко эшелонированной обороны противника.
В военной литературе и боевых документах для обозначения артиллерийской дивизии прорыва применялось сокращение «адп», а также встречаются её наименования как то: артиллерийская дивизия (ад), артдивизия, артиллерийская дивизия РГК (РВГК) (ад РГК (РВГК)), артиллерийская дивизия прорыва РГК, с добавлением войскового номера (№).

## История
В составе артиллерии Резерва Главного Командования (АРГК) в предвоенный период предполагалось иметь части и соединения наземной и зенитной артиллерии. Перед войной в артиллерии РГК имелось 60 гаубичных и 14 пушечных артиллерийских полков, 10 противотанковых артиллерийских бригад и несколько отдельных артдивизионов. Во время войны с целью создания необходимых артгруппировок на направлениях главных ударов во фронтовых оборонительных и наступательных операциях и улучшения условий управления крупными массами артиллерии РВГК были созданы артиллерийские дивизии.

" — Что представляла из себя дивизия прорыва?

— Народу было много, почти как в стрелковой дивизии, и где-то 300—350 орудий. Пушки «на любой вкус»: гаубицы 122-мм, 152-мм, 203-мм. Я был в 15-й лёгкой артиллерийской бригаде. Лёгкой её можно было назвать только условно, на вооружении стояли 76-мм пушки. Бригада трехполкового состава, и считалась, «с натяжкой», истребительно-противотанковой, хотя нашивок истребителей танков у нас на рукавах не было. Конечно, нас не бросали, как простые ИПТАПы, каждую неделю на прямую наводку, под гусеницы немецких танков. Дивизия прорыва РГК имела специфические задачи и использовалась в основном в период наступления или для уплотнения обороны. Потом мы «зализывали раны» во втором эшелоне. А отдельные ИПТАПы отводились в тыл, только когда в них уже не оставалось ни людей, ни пушек. Эти полки бросали в бой, латать дыры в обороне и закрывать бреши на танкоопасных направлениях, как «уголь в паровозную топку».— С. И. Симкин. Интервью на сайте «Я помню».
Приказом Народного комиссара обороны СССР № 00226 от 31 октября 1942 года, в целях создания больших маневренных артрезервов Ставки, необходимых для усиления артиллерией ударных группировок фронтов и армий предписывалось сформировать и иметь в распоряжении Ставки Верховного Главнокомандования 18 артиллерийских дивизий РГК. Формирование артиллерийских дивизий РГК производилось: 1-я артиллерийская дивизия РГК на Юго-Западном фронте; 2-я артиллерийская дивизия РГК на Волховском фронте; 3-я и 6-я артиллерийские дивизии РГК на Западном фронте; 5-я артиллерийская дивизия РГК на Брянском фронте; 4-я и 7-я артиллерийские дивизии РГК на Донском фронте; 8-я, 9-я, 10-я, 11-я, 12-я, 13-я, 14-я, 15-я, 16-я, 17-я и 18-я артиллерийские дивизии РГК при учебных артиллерийских центрах.

Предписываемый состав артиллерийской дивизии РГК: 3 гаубичных артиллерийских полка по 20 122-мм гаубиц каждый, 2 пушечных артиллерийских полка по 18 152-мм пушек каждый, 2 зенитных артиллерийских полка по 24 85-мм зенитных пушек каждый или 3 истребительно-противотанковых артполка по 24 76-мм пушек УСВ (ЗИС-3) каждый, отдельный разведывательный артиллерийский дивизион, корректировочную авиаэскадрилью в составе 5 двухместных самолетов Ил-2 и одного самолета У-2, управление дивизии и батарею управления. Всего в артиллерийская дивизия РГК должна была иметь 60 122-мм гаубиц, 36 152-мм пушек-гаубиц и 48 85-мм зенитных пушек или 72 76-мм пушек.
Боевое крещение дивизии получили в контрнаступлении под Сталинградом, зимой 1942—1943 годов, являясь мощным огневым средством РККА. С момента их создания увеличились возможности Верховного Главнокомандования в оперативном маневрировании крупных масс артиллерии КА и облегчалось управление ею. Позже крупнейшим формированием стали артиллерийские корпуса прорыва (акп).
В состав акп в начальный период входило управление, две адп и другие формирования:;в дальнейшем, по мере работы оборонной промышленности, начиная со второй половины 1944 года, в состав акп стали вводить ещё одну адп, то есть их стало три. Также менялась и организационно-штатная структура (ОШС) артиллерийской дивизии прорыва, которую поменяли на бригадную организацию. В три однотипные дивизии прорыва семибригадного состава входили: управление, лёгкая гаубичная, тяжёлая гаубичная, гаубичная большой мощности, миномётная, тяжёлая миномётная бригады и бригада реактивной артиллерии. Каждая дивизия прорыва стала иметь в своём составе 364 орудия, миномёты и боевые машины реактивной артиллерии.
Постановлением Государственного Комитета Обороны № 3164сс, от 12 апреля 1943 года, были сформированы ещё восемь артиллерийских дивизий прорыва. Каждая артдивизия включала в себя:
- батарею управления;
- разведывательный артиллерийский дивизион;
- и 6 бригад:
- одну лёгкую артиллерийскую бригаду трёхполкового состава (по 24 орудия в полку), вооружённую 72 пушками калибра 76 мм;
- одну гаубичную артиллерийскую бригаду трёхполкового состава (два полка по 24 орудия и один полк — 36), вооружённую 84 гаубицами калибра 122 мм;
- одну тяжёлую гаубичную артиллерийскую бригаду четырехдивизионного состава (по две 4-х орудийной батареи), вооруженную 32 гаубицами калибра 152 мм;
- одну пушечную артиллерийскую бригаду четырехдивизионного состава (по три 3-х орудийной батареи), вооруженную 36 гаубицами-пушками калибра 152 мм
- одну гаубичную артиллерийскую бригаду большой мощности четырехдивизионного состава (по три 2-х орудийной батареи), вооружённую 24 гаубицами калибра 203 мм;
- одну миномётную бригаду трёхполкового состава, вооружённую 108 миномётами калибра 120 мм;

Всего на вооружении дивизии состояло: 108 миномётов и 244 орудия калибра 76 мм и выше.
Летом 1944 года из структуры дивизии была исключена пушечная бригада, а лёгкая артиллерийская бригада была сокращена с трёх до двух полков. Вместо этого дивизия была дополнена тяжёлой миномётной бригадой и гвардейской миномётной бригадой. Общее число орудий и миномётов увеличилось до 364 единиц.
- одну лёгкую артиллерийскую бригаду двухполкового состава, вооружённую 48 пушками калибра 76 мм;
- одну гаубичную артиллерийскую бригаду трёхполкового состава, вооружённую 84 гаубицами калибра 122 мм;
- одну тяжёлую гаубичную артиллерийскую бригаду четырехдивизионного состава (по две 4-х орудийной батареи), вооруженную 32 гаубицами калибра 152 мм;
- одну гаубичную артиллерийскую бригаду большой мощности четырехдивизионного состава (по три 2-х орудийной батареи), вооружённую 24 гаубицами калибра 203 мм;
- одну тяжелую миномётную бригаду четырехдивизионного состава (по две 4-х орудийной батареи), вооруженную 32 минометами калибра 160 мм;
- одну миномётную бригаду трёхполкового состава, вооружённую 108 миномётами калибра 120 мм;
- одну гвардейскую миномётную бригаду трехдивизионного состава (три батареи по 4 установки), вооруженную 36 машинами БМ-31-12.

С августа 1944 года началось формирование четырёх акп и одиннадцати адп.

«Надо сказать, что наши артиллерийские корпуса и дивизии прорыва, полностью моторизованные, механизированные, уже имели к тому времени привычку и, я добавил бы, вкус к стремительным передислокациям и манёврам. Освободившись после своего удара по Шпрембергу, они ожидали новой задачи и сразу получили её: рвать рубеж внешнего обвода Берлина, а затем вести бои в самом Берлине».— Маршал Советского Союза И. С. Конев
За мужество и героизм личного состава адп, проявленные в боях с противником, шести формированиям присвоены почётные звания — «Гвардейская» и новые войсковые номера.

## Формирования
К концу Великой Отечественной войны в Красной Армии была 31 артиллерийская дивизия прорыва. Две дивизии в составе Забайкальского фронта участвовали в советско-японской войне. Ниже представлены некоторые формирования:
- 1-я гвардейская артиллерийская Глуховская ордена Ленина, Краснознамённая орденов Суворова и Кутузова дивизия прорыва (преобразована из 1 ад 01.03.1943 года)
- 2-я гвардейская артиллерийская Перекопская Краснознамённая ордена Суворова дивизия прорыва (преобразована из 4 ад 01.03.1943 года)
- 3-я гвардейская артиллерийская Витебско-Хинганская Краснознамённая орденов Суворова и Кутузова дивизия прорыва (преобразована из 8 ад 07.03.1943 года)
- 4-я гвардейская тяжёлая пушечная артиллерийская Смоленская Краснознамённая орденов Суворова и Кутузова дивизия прорыва (преобразована из 14 ад 13.06.1943 года)
- 5-я гвардейская артиллерийская Сталинградская Краснознамённая ордена Суворова дивизия прорыва (преобразована из 19 тад, 20.06.1943 года)
- 6-я гвардейская артиллерийская Рижско-Хинганская дивизия прорыва (до 24.05.1944 года именовалась как 6-я гвардейская тяжёлая пушечная артиллерийская дивизия (6 гв.тпад))
- 1-я артиллерийская дивизия (преобразована в 1 гв.адп 01.03.1943 года)
- 1-я артиллерийская Померанская дивизия прорыва
- 2-я артиллерийская Островская Краснознамённая дивизия прорыва
- 3-я артиллерийская Житомирская ордена Ленина Краснознамённая ордена Суворова дивизия прорыва
- 4-я артиллерийская Берлинская орденов Кутузова и Богдана Хмельницкого дивизия прорыва
- 5-я артиллерийская Калинковичская Краснознамённая дивизия прорыва
- 6-я артиллерийская Мозырьская Краснознамённая дивизия прорыва
- 7-я артиллерийская Запорожская Краснознамённая орденов Суворова и Кутузова дивизия прорыва
- 8-я артиллерийская дивизия (преобразована в 3 гв.адп 07.03.1943 года)
- 8-я пушечная артиллерийская Витебская Краснознамённая дивизия
- 9-я артиллерийская Запорожская Краснознамённая ордена Суворова дивизия прорыва
- 10-я артиллерийская Гумбинненская ордена Суворова дивизия прорыва
- 11-я артиллерийская Кировоградская Краснознамённая орденов Суворова, Кутузова и Богдана Хмельницкого дивизия прорыва
- 12-я артиллерийская Краснознамённая орденов Кутузова и Богдана Хмельницкого дивизия прорыва
- 13-я артиллерийская Киевская Краснознамённая ордена Кутузова дивизия прорыва[8]
- 14-я артиллерийская Берлинская Краснознамённая дивизия прорыва
- 15-я артиллерийская Ленинградская Краснознамённая ордена Суворова дивизия прорыва
- 16-я артиллерийская Кировоградская Краснознамённая ордена Суворова дивизия прорыва
- 17-я артиллерийская Киевско-Житомирская ордена Ленина Краснознамённая ордена Суворова дивизия прорыва[8]
- 18-я артиллерийская Гатчинская Краснознамённая ордена Суворова дивизия прорыва
- 19-я артиллерийская Венская ордена Кутузова дивизия прорыва
- 20-я артиллерийская Оршанская дивизия прорыва
- 21-я артиллерийская Духовщинская Краснознамённая дивизия прорыва
- 22-я артиллерийская Гомельская Краснознамённая орденов Суворова, Кутузова и Богдана Хмельницкого дивизия прорыва
- 23-я артиллерийская Красносельская Краснознамённая дивизия прорыва
- 24-я артиллерийская ордена Суворова дивизия прорыва
- 25-я артиллерийская Берлинская ордена Богдана Хмельницкого дивизия прорыва
- 26-я артиллерийская Сивашско-Штеттинская дважды Краснознамённая ордена Суворова дивизия прорыва
- 27-я артиллерийская Режицкая ордена Суворова дивизия прорыва
- 28-я артиллерийская дивизия прорыва
- 29-я артиллерийская Краснознамённая дивизия прорыва
- 30-я артиллерийская Венская дивизия прорыва
- 31-я артиллерийская Дрезденская орденов Суворова и Богдана Хмельницкого дивизия прорыва
- Артиллерийская дивизия Ленинградского фронта
- Артиллерийская дивизия Брянского фронта (Трофейная артиллерийская дивизия)
- и так далее.